# IV División de Ejército (Perú)
La IV División de Ejército es una división del Ejército del Perú con sede en Pichari, departamento de Cusco.

## Historia
La unidad fue creada oficialmente por el Comando Conjunto de las Fuerzas Armadas como Región Militar del Valle de los ríos Apurímac y Ene (VRAE) el 13 de marzo de 2008. Su jurisdicción se limita a la zona del Valle de los ríos Apurímac, Ene y Mantaro, habiendo sido creada específicamente para hacer frente al narcoterrorismo y a la producción de cocaína en la zona, donde gran parte del tráfico de drogas está controlado por remanentes del grupo guerrillero Sendero Luminoso. La unidad adquirió su nombre actual en 2013.
En 2016, en vísperas de las elecciones generales de ese año, el 311.º Batallón de Contrainsurgencia de la división, perteneciente a la 31.ª Brigada de Infantería, sufrió un atentado de insurgentes de Sendero Luminoso que dejó 11 muertos y 5 heridos.

## Heráldica
El escudo de la unidad presenta dos fusiles Galil cruzados.

## Organización
La IV División de Ejército está formada por las siguientes unidades:
2.ª Brigada de Infantería (Ayacucho - Ayacucho)
- Compañía Comando N.º 2
- Compañía Policía Militar N.º 2
- Compañía de Comunicaciones N.º 2
- Compañía Especial de Comandos N.º 2
- Batallón de Servicios N.º 2
- Batallón de Infantería N.º 301
- Batallón de Comandos N.º 116
- Batallón Contraterrorista N.º 34
- Batallón Contraterrorista N.º 42
- Batallón Contraterrorista N.º 51
- Batallón de Fuerzas Especiales N.º 41

31.ª Brigada de Infantería (Huancayo - Junín)
- Compañía Comando N.º 31
- Compañía Policía Militar N.º 31
- Compañía de Comunicaciones N.º 31
- Compañía Especial de Comandos N.º 31
- Batallón de Servicios N.º 31
- Batallón Contraterrorista N.º 43
- Batallón Contraterrorista N.º 79
- Batallón Contraterrorista N.º 311
- Batallón Contraterrorista N.º 312
- Batallón Contraterrorista N.º 324

33.ª Brigada de Infantería (Quillabamba - Cusco)
- Compañía Comando N.º 33
- Compañía Policía Militar N.º 33
- Compañía Especial de Comandos N° 33
- Escuadrón de Fuerzas Especiales N.º 33
- Batallón Contraterrorista N° 314
- Batallón Contraterrorista N° 331
- Batallón Contraterrorista N° 333
- Batallón Contraterrorista N° 334

22da Brigada de Ingeniería - Agrupamiento "Teniente Coronel Pedro Ruiz Gallo" (La Merced- Junín)
- Compañía Comando y Servicios N.º 22
- Compañía de Fuerzas Especiales N.º 61
- Batallón de Ingeniería de Combate N.º 2
- Batallón de Ingeniería de Construcción N.º 2
- Batallón de Ingeniería de Construcción N.º 3